# Édes szavakkal
Az Édes szavakkal Janicsák Veca második stúdióalbuma, amely 2013. szeptember 12-én jelent meg.

## Dallista
1. Mennyit adsz a lelkemért
2. Így használd a szívem
3. Könnyek az esőben
4. Mindig úton
5. Én várok rád
6. Ne félj, ez jó jel
7. Többet ér az aranynál
8. Édes szavakkal
9. Lélekharang
10. Ki viszi át a szerelmet (Nagy László verse)
11. Az igazi
12. Prayer
13. New generation

## Adatok
1. Mennyit adsz a lelkemért

Dalszerző: Szűcs Norbert, Janicsák Veca
Dalszövegíró: Janicsák István
Hossz: 4:25
Link: Mennyit adsz a lelkemért
1. Így használd a szívem

Dalszerző: Szűcs Norbert, Janicsák Veca
Dalszövegíró: Janicsák István
Hossz: 3:43
Link: Így használd a szívem
1. Könnyek az esőben

Dalszerző: Szűcs Norbert, Janicsák Veca
Dalszövegíró: Janicsák István
Hossz: 3:51
Link: Könnyek az esőben
1. Mindig úton

Dalszerző: Szűcs Norbert, Janicsák Veca
Dalszöveg: Janicsák István
Hossz: 3:18
Link: Mindig úton
1. Én várok rád

Dalszerző: Szűcs Norbert, Janicsák Veca
Dalszövegíró: Janicsák István
Hossz: 5:12
Link: Én várok rád
1. Ne félj, ez jó jel

Dalszerző: Szűcs Norbert, Janicsák Veca
Dalszövegíró: Janicsák István
Hossz: 3:46
Link: Ne félj, ez jó jel
1. Többet ér az aranynál

Dalszerző: Szűcs Norbert, Janicsák Veca
Dalszövegíró:Janicsák István
Hossz: 3:59
Link: Többet ér az aranynál
1. Édes szavakkal

Dalszerző: Szűcs Norbert, Janicsák Veca
Dalszövegíró: Janicsák István
Hossz: 3:45
Link: Édes szavakkal
1. Lélekharang

Dalszerző: Szűcs Norbert, Janicsák Veca
Dalszövegíró: Janicsák István
Hossz: 3:52
Link: Lélekharang
1. Ki viszi át a szerelmet (Nagy László verse)

Dalszerző: Szűcs Norbert, Janicsák Veca
Hossz: 4:22
Link: Ki viszi át a szerelmet
1. Az igazi

Dalszerző: Lázár Tibor
Dalszövegíró: Major Eszter
Hossz: 4:55
Link: Az igazi
1. Prayer

Dalszerző: Szűcs Norbert, Janicsák Veca
Dalszövegíró:Janicsák Veca
Hossz: 4:32
Link: Prayer
1. New Generation

Dalszerző: Szűcs Norbert, Janicsák Veca
Dalszövegíró:Janicsák István
Fordította: Linka Péter
Hossz: 3:00
Link: New generation